# Fatema Akbari
Fatema Akbari (en persa: فاطمه اکبری‎) es una empresaria afgana, partidaria de los derechos de la mujer y fundadora de la Gulistan Sasaqat Company y la ONG Women Affairs Council. En 2011 recibió el galardón «10,000 Women Entrepreneurial Achievement».

## Biografía
Fatema Akbari comenzó a trabajar en la carpintería tras la muerte de su esposo en 1999, para de mantener a sus hijos. Su primer empleo fue en algunas obras en Irán, a donde había huido su familia después de que los talibanes tomaran el control de Afganistán. En 2003 regresó a su tierra natal y comenzó un negocio de fabricación de muebles denominado Gulistan Sadaqat Company, en Kabul. Su intención era constituir una mano de obra que sirviera como medio de subsistencia para las viudas de hombres asesinados o heridos durante el conflicto afgano.
En 2009 se inscribió en el programa 10,000 Woman, auspiciado por Goldman Sachs, en la Universidad Americana de Afganistán, que va dirigido a la formación de mujeres de países en desarrollo sobre temas relacionados con la administración y gestión empresarial.
Con el fin de expandir sus operaciones, así como las clases de alfabetización de las mujeres, Akbari ha sido capaz de trabajar en áreas talibanes tras establecer acuerdos con los líderes locales. Al respecto comentó: «sería bueno para los talibanes que estuvieran implicados en el país, para que se dieran cuenta de que no hay nada de malo en que las mujeres salgan de sus hogares».
En 2004, Fatema Akbari fundó la ONG Women Affairs Council para capacitar a las mujeres en la artesanía, además de ofrecer educación a ambos sexos sobre derechos humanos. Como resultado de su esfuerzo en esta organización así como en su empresa, se estimó que hasta 2001 había formado a 5610 personas en Afganistán.